# Ejike Ugboaja
Ejike Ugboaja (né le 28 mai 1985 à Lagos au Nigeria) est un joueur nigérian de basket-ball, évoluant au poste d'ailier fort.

## Palmarès
- Médaille d'or aux Jeux africains de 2011
- Médaille de bronze aux Jeux africains de 2007